# 和泊町立和泊中学校
和泊町立和泊中学校（わどまりちょうりつ わどまりちゅうがっこう）は、鹿児島県大島郡和泊町手々知名にある町立中学校。沖永良部島に所在する。

## 概要
- 生徒は170人前後、1学年2学級で推移している[要出典]。

## 部活動
- サッカー部
- 女子バレー部
- 吹奏楽部
- 卓球部
- 男子バレー部(全国大会出場あり)
- 男子テニス部
- 女子テニス部
- 陸上部(全国大会出場あり)
- 野球部

## 卒業後の進路
- 卒業後は、沖永良部島で唯一の鹿児島県立沖永良部高等学校に多くの生徒が進学する。

## 著名な卒業生
- 武田国拓 - プロウルトラマラソンランナー
- 大山百合香 - 歌手